# Annie Leonard
Annie Leonard, nota anche come Ann Leonard (Seattle, 1964), è un'attivista statunitense, autrice del film online, La storia delle cose, un documentario che mostra i costi sociali ed ambientali del nostro sistema di produzione e consumo.
Il film è diventato un fenomeno di internet, ha generato oltre 12 milioni di spettatori in oltre 200 nazioni dalla sua data di lancio nel 2007. Annie sta ora lavorando ad un libro pubblicato dalla Free Press of Simon and Schuster nel marzo 2010.
Altri suoi documentari in rete sono La storia dell'elettronica, La storia dei cosmetici, La storia del Cap & Trade, La storia dell'acqua in bottiglia.

## Biografia
Annie ha passato quasi 20 anni investigando e analizzando questioni di carattere ambientale e giuridico. Ha viaggiato in 40 nazioni, visitato centinaia di fabbriche dove i nostri oggetti sono prodotti e le discariche dove vengono buttati. Testimoniando per prima l'impatto sia del sovraconsumo che del sottoconsumo, Annie si è dedicata fieramente  alla bonifica e alla trasformazione del nostro sistema economico ed industriale affinché servissero, piuttosto che indebolire, la sostenibilità ecologica e la equità sociale.
Annie è attualmente la direttrice del progetto "La storia delle cose" . Prima di questo, più recentemente, Annie ha coordinato il gruppo dei Finanziatori per La Produzione ed Il Consumo Sostenibile, che cercano di affrontare gli impatti nascosti sull'ambiente e il sociale dell'attuale sistema consumistico basato sul fare, usare e gettare oggetti durante tutto l'arco della vita.
Annie ha anche lavorato con GAIA (Global Alliance for Incinerator Alternatives - Alleanza globale per l'alternativa agli inceneritori), Health Care Without Harm, Essential Action e Greenpeace International.
Annie è sul palcoscenico dei forum internazionali per la globalizzazione e GAIA e precedentemente è stata sul palcoscenico di Grassroots Recycling Network, the Environmental Health Fund, Global Greengrants India and Greenpeace India. Annie ha studiato al Barnard College, Columbia University ed ha lavorato da laureata nella pianificazione cittadina e regionale sia Cornell che a New York. Vive attualmente nell'area della baia della California.
Cresciuta a Seattle, ha vissuto New York City, Ithaca, Washington - DC, Dhaka, New Delhi.
Ha lavorato per Greenpeace International; Essential Action; Multinational Monitor magazine; Global Greengrants Fund; GAIA (Global Anti-Incinerator Alliance); Health Care Without Harm; The Funders Workgroup for Sustainable Production and Consumption.
Ha studiato al Barnard College, Columbia University e quindi alla Cornell University.